# Марк Цинций Алимент
Марк Цинций Алимент (на латински: Marcus Cincius Alimentus) e политик на Римската република в края на 3 и началото на 2 век пр.н.е.
Произлиза от плебейския род Цинции, клон Алимент. През 204 пр.н.е. той е народен трибун с още петима колеги. Издава закона Lex Cincia (Cincia Lex de Donis et Muneribus), наричан и Muneralis Lex.
Вероятно той е същият Марк Цинций (префект на Пиза през 194 пр.н.е.).